# Falköpings högre allmänna läroverk
Falköpings högre allmänna läroverk var ett läroverk i Falköping verksamt från 1678 till 1968.

## Historia
Skolan har rötter i Falköpings trivialskola från 1696 som 1878 ombildades till Falköpings (lägre) allmänna läroverk.
Skolan blev en samskola från 1905 till omkring 1928 då den blev en samrealskola, med kommunalt gymnasium från 1948. I slutet av 1950-talet blev skolan sedan Falköpings högre allmänna läroverk. Skolan kommunaliserades 1966 och namnändrades till Kyrkerörsskolan. Studentexamen gavs från 1951 till 1968 och realexamen från 1909 till slutet av 1960-talet.
Skolbyggnaden uppförd 1912 brann ner 1975.